# Pseudeuchromia
Pseudeuchromia là một chi bướm đêm thuộc họ Geometridae.